# هنسکیرش
هنسکیرش (به فرانسوی: Honskirch) یک کمون در فرانسه است که در Canton of Albestroff واقع شده‌است.

## خصوصیات
هنسکیرش ۶٫۵۵ کیلومترمربع مساحت و ۱۸۴ نفر جمعیت دارد و ۲۴۳ متر بالاتر از سطح دریا واقع شده‌است.